# 635381 Michaelcoates
635381 Michaelcoates este o planetă minoră (asteroid) din centura de asteroizi. A fost descoperită pe 11 aprilie 2013 la  de Norman Falla⁠(d). 
Obiectul prezintă o orbită caracterizată de o semiaxă mare de 2,6810719916266 UAi, o excentricitate de 0,04156815780039, o înclinație de 22,82799287526 ° în raport cu ecliptica.